# یوروس لین
یوروس لین (تلفظ در ولزی: [ˈɛɨ̯.rɔs ˈlɪn]; انگلیسی: Euros Lyn؛ زادهٔ ۱۹۷۱) کارگردان فیلم و تلویزیون اهل ولز است که بیشتر به خاطر فعالیت در مجموعه‌هایی مانند دکتر هو، شرلوک، آینه سیاه، دردویل، نیروی اهریمنی‌اش و نفس‌گیر شناخته می‌شود.

## اوایل زندگی
لین در کاردیف، ولز به دنیا آمد. خانواده‌اش به شمال ولز نقل مکان کردند و سپس دوباره به سمت جنوب، به سوانزی بازگشتند. او در مدرسهٔ یسگول گیفون یستالیفرا تحصیل کرد و سپس در دانشگاه منچستر رشتهٔ دراما را دنبال کرد.

## حرفه

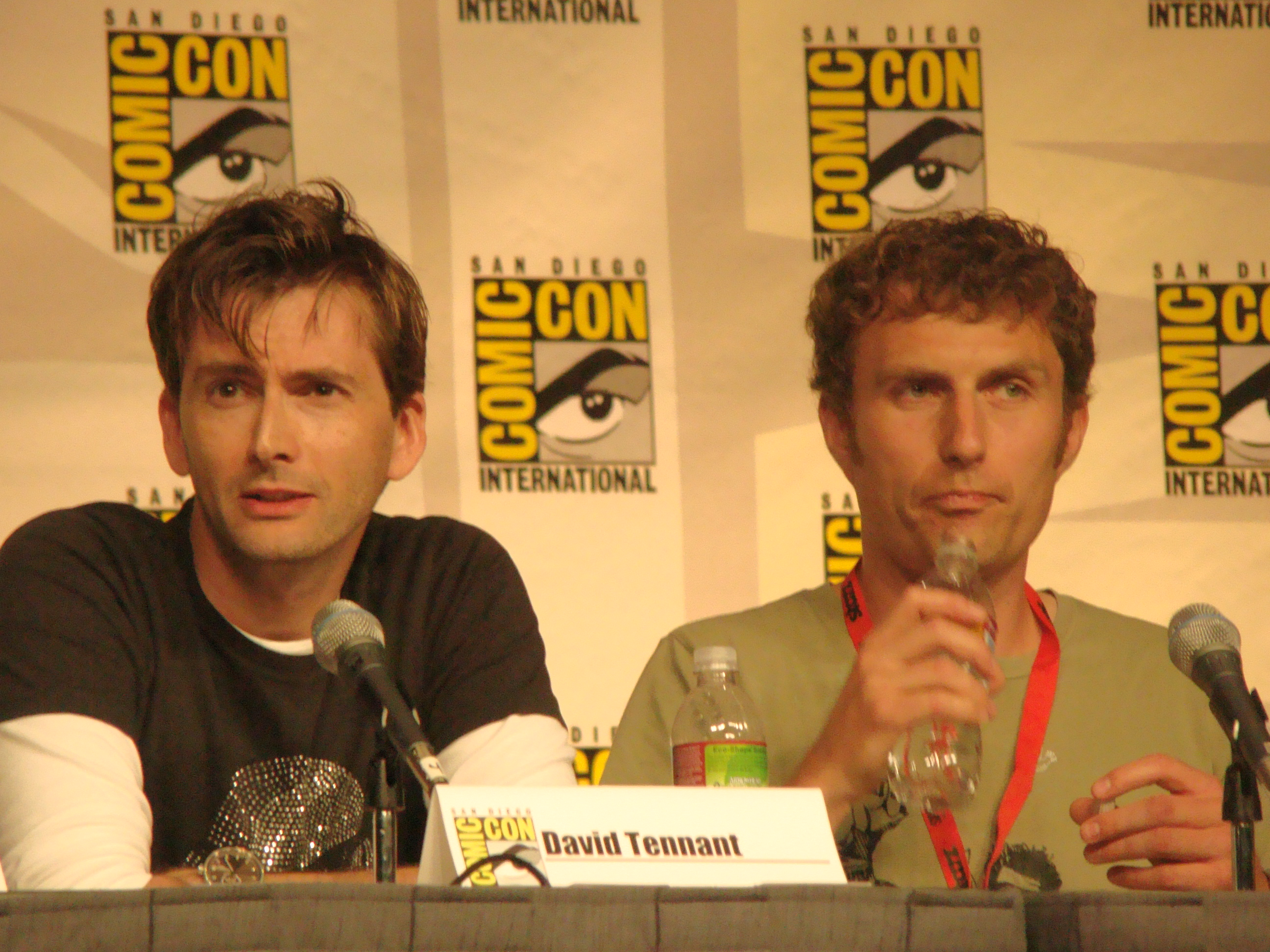
یوروس لین (راست) به همراه بازیگر دیوید تننت در کامیک-کان سن دیگو ۲۰۰۹

لین کار خود را با کارگردانی برنامه‌های به زبان ولزی پخش شده در شبکه اس‌فورسی آغاز کرد، از جمله برنامه‌هایی مانند Pam Fi Duw?، Iechyd Da و Y Glas.
او کارگردانی ۹ قسمت از مجموعه دکتر هو را بر عهده داشت و برای قسمت «سکوت در کتابخانه» جایزه بفتای کومری بهترین کارگردان را دریافت کرد. همچنین برای قسمت «دختری در شومینه» جایزه هوگو ۲۰۰۷ در بخش بهترین نمایش درام کوتاه را کسب کرد. او قسمت‌های پایانی دیوید تننت را نیز در مجموعه دکتر هو کارگردانی کرده است.
در سال ۲۰۰۷، لین قسمت آزمایشی مجموعه جرج جنتلی را بر اساس رمان‌های بازرس جنتلی نوشتهٔ آلن هانتر برای شبکه بی‌بی‌سی وان کارگردانی کرد. همچنین چهار قسمت از مجموعه پزشکی طولانی‌مدت بی‌بی‌سی به نام حادثه را نیز کارگردانی کرده است.
در سال ۲۰۰۸، او سری سوم تورچ وود، مینی‌سری پنج قسمتی با عنوان فرزندان زمین را کارگردانی کرد.
لین سه بار جایزه بفتای کومری بهترین کارگردان را کسب کرده است، که آخرین بار برای سری اول مجموعه شرلوک با بازی بندیکت کامبربچ و مارتین فریمن بود. این مجموعه همچنین جوایز بهترین درام از انجمن تلویزیونی سلطنتی (آرتی‌اس) و بفتا را دریافت کرد.
او همچنین کارگردانی قسمت «شایستگی پانزده میلیونی» از مجموعه آنتولوژی آینه سیاه را برای کانال ۴ بر عهده داشت که این قسمت جایزه امی بین‌المللی بهترین سریال درام را به دست آورد.
در سال ۲۰۱۳، لین سه قسمت از مجموعه برادچرچ با بازی دیوید تننت و الیویا کلمن را کارگردانی کرد و همچنین سه قسمت دیگر از فصل دوم مجموعه برندهٔ بفتا با عنوان آخرین تانگو در هلیفکس را پس از کارگردانی سه قسمت از فصل اول این مجموعه به عهده داشت.
مجموعه جنایی هپی ولی که کارگردانی آن بر عهدهٔ لین بود، در سال ۲۰۱۴ از شبکه بی‌بی‌سی وان پخش شد و در سال ۲۰۱۵ جایزه بفتای بهترین سریال درام را کسب کرد.
او همچنین قسمت‌هایی از مجموعه‌های گریس‌پوینت (فاکس آمریکا)، خیار (کانال ۴) و دردویل (نتفلیکس آمریکا) را کارگردانی کرد.
در سال ۲۰۱۵، لین در مراسم بفتای کومری جایزه سیان فیلیپس را به خاطر مشارکت‌هایش در صنعت فیلم و تلویزیون دریافت کرد. در همان سال، او مجموعه سه قسمتی کپیتال را بر اساس رمان جان لانچستر با همین نام برای بی‌بی‌سی کارگردانی کرد.
در سال ۲۰۱۶، لین نخستین فیلم بلند خود را کارگردانی کرد؛ فیلمی با زبان ولزی به نام Y Llyfrgell که با زیرنویس انگلیسی با عنوان خودکشی‌های کتابخانه منتشر شد و براساس کتاب فلور دافید ساخته شده بود. در این فیلم ری‌لند تیفی، کاترین استوارت، دیفان دویفور و شارون هاف مورگان ایفای نقش کردند.

## زندگی شخصی
لین که به زبان ولزی صحبت می‌کند، همراه با همسرش کریگ هیوز در لانگنیث در منطقه گاور، ولز زندگی می‌کند.